# Cet été-là (téléfilm)
Pour film américain, voir Cet été-là (film).

Cet été-là est un téléfilm français réalisé par Élisabeth Rappeneau et diffusé le 7 mars 2009 sur France 3.

## Synopsis
Alors qu'un incendie de forêt fait rage à proximité, le lieutenant Alice Gauthier arrive dans le petit village de Sainte-Eline, dans le sud de la France, pour enquêter sur la mort d'une jeune femme blonde, apparemment étranglée, que personne ne connaît. Les habitants du village s'avèrent très croyants, mais leur vénération pour Sainte-Eline semble empreinte de superstition : c'est le nom qu'il donne à une fille de la commune qui lança une malédiction sur le village avant de s'enfuir dans la montagne 40 ans auparavant. Depuis, une femme est assassinée chaque été.

## Fiche technique
- Titre : Cet été-là
- Réalisation : Élisabeth Rappeneau
- Scénario : Tiffany Tavernier et Nicolas Tackian
- Pays :  France
- Durée : 90 minutes

## Distribution
- Constance Dollé : Alice Gauthier
- Marc Barbé : Antoine Vialat
- Mathieu Delarive : Franck Blonty
- Pierre Aussedat : Gérard Amat
- Alexandra Bienvenu : Chloé Blonty
- Xavier de Guillebon : Étienne
- Monique Chaumette : Simone
- Pascal Elso : Lucas

## Autour du film
Le téléfilm a été tourné à Viens dans le Vaucluse.

## Source
1. ↑  Générique de fin du film.